# 生物合成
生物合成（英語：Biosynthesis）是简单的物质在生物体内经过酶催化后转变为更复杂的物质的多步骤的过程。在生物合成过程中，简单的化合物通过化学反应，转换成其他化合物，或聚合形成大分子。这个过程通常在代谢途径中完成。生物合成有时候在单个细胞的细胞器内进行，而一些需要多种酶催化的合成会在多个细胞的细胞器中进行。生物合成的例子包括脂膜和核苷酸的合成。
生物合成的必要元素包括：先导化合物、化学能（如ATP）和包括辅酶（如NADH和NADPH）在内的催化酶。通过上述元素可以合成生物大分子的基本元素。 一些重要的生物大分子包括由氨基酸通过肽键连接而成的蛋白质和由核苷酸通过磷酸二酯键连接而成的DNA分子。

## 脂质

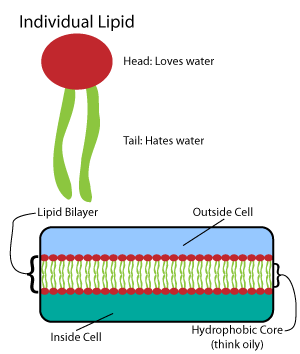
脂质双层膜

### 磷脂

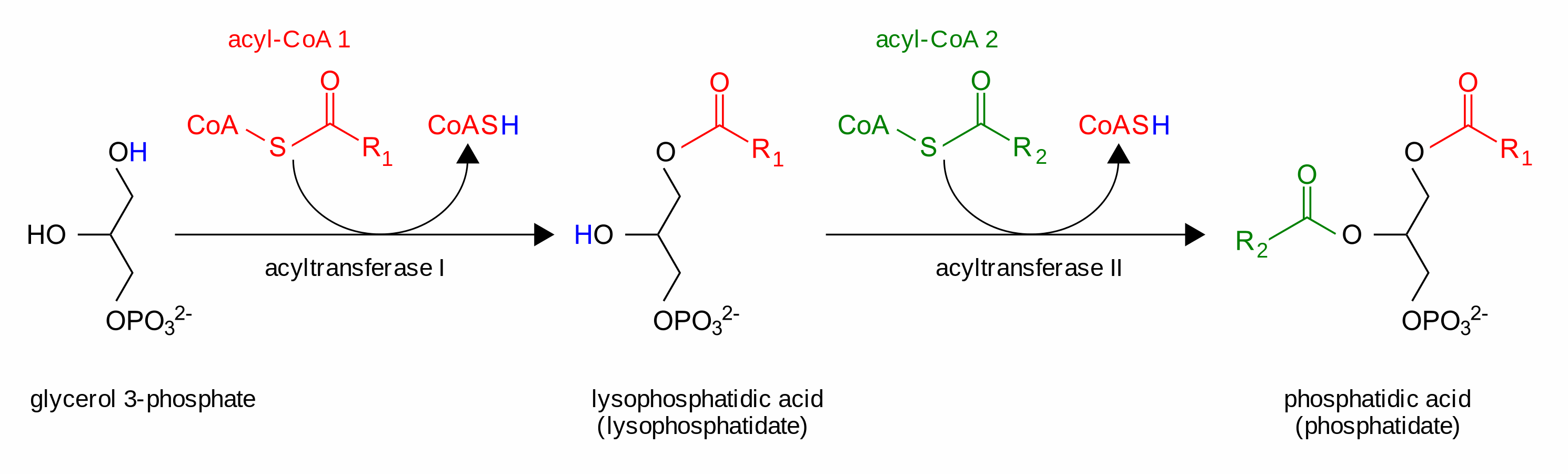
磷脂酸的合成

### 鞘脂类

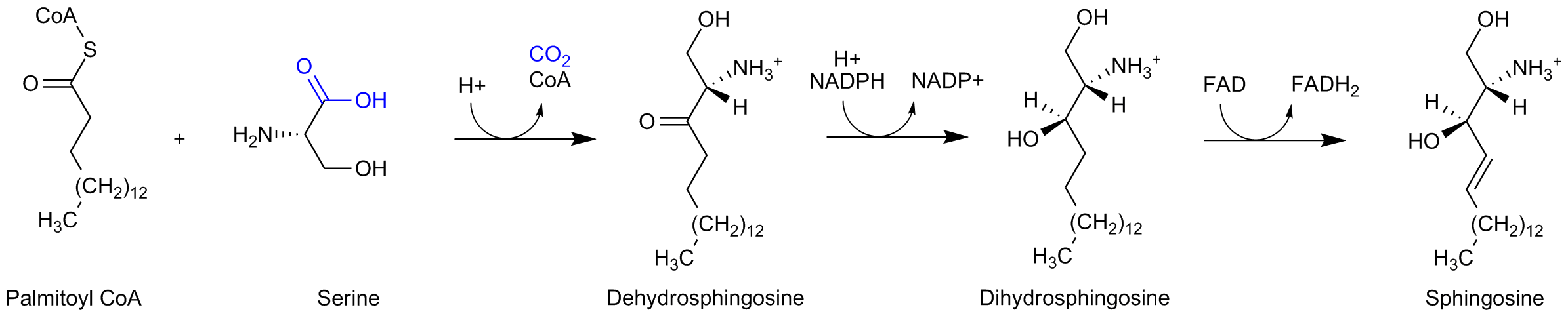
鞘氨醇的合成

### 胆固醇

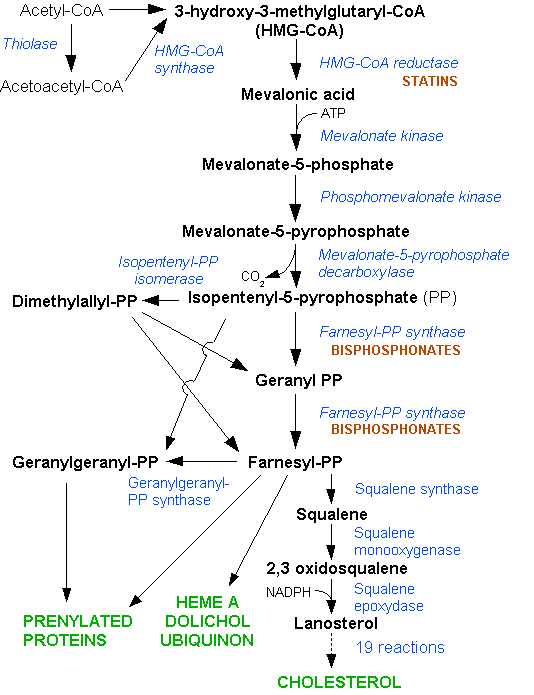
胆固醇的合成途径

### 嘌呤核苷酸

IMP的合成

### 嘧啶核苷酸

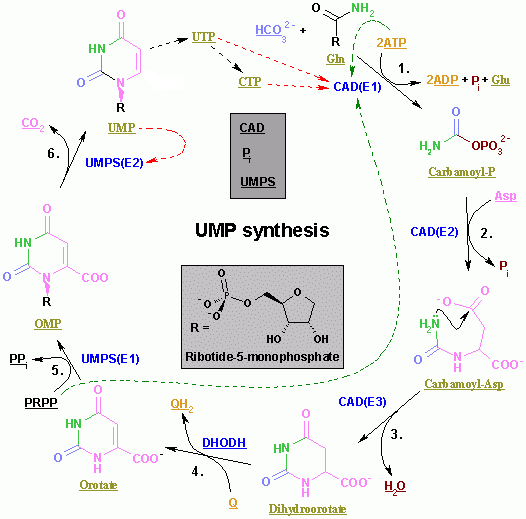
尿苷酸（UMP）的生物合成

胸苷酸合成酶反应: dUMP + 5,10-methylenetetrahydrofolate ⇔ dTMP + 二氢叶酸

## DNA

随着DNA聚合酶沿着模板链中的位置3’到 5’移动，在位置5’到3’形成了新的链

### 氨基酸基本结构

L-氨基酸

谷氨酰胺转氨酶酮戊二酸和谷氨酰胺的合成

### 谷氨酸家族

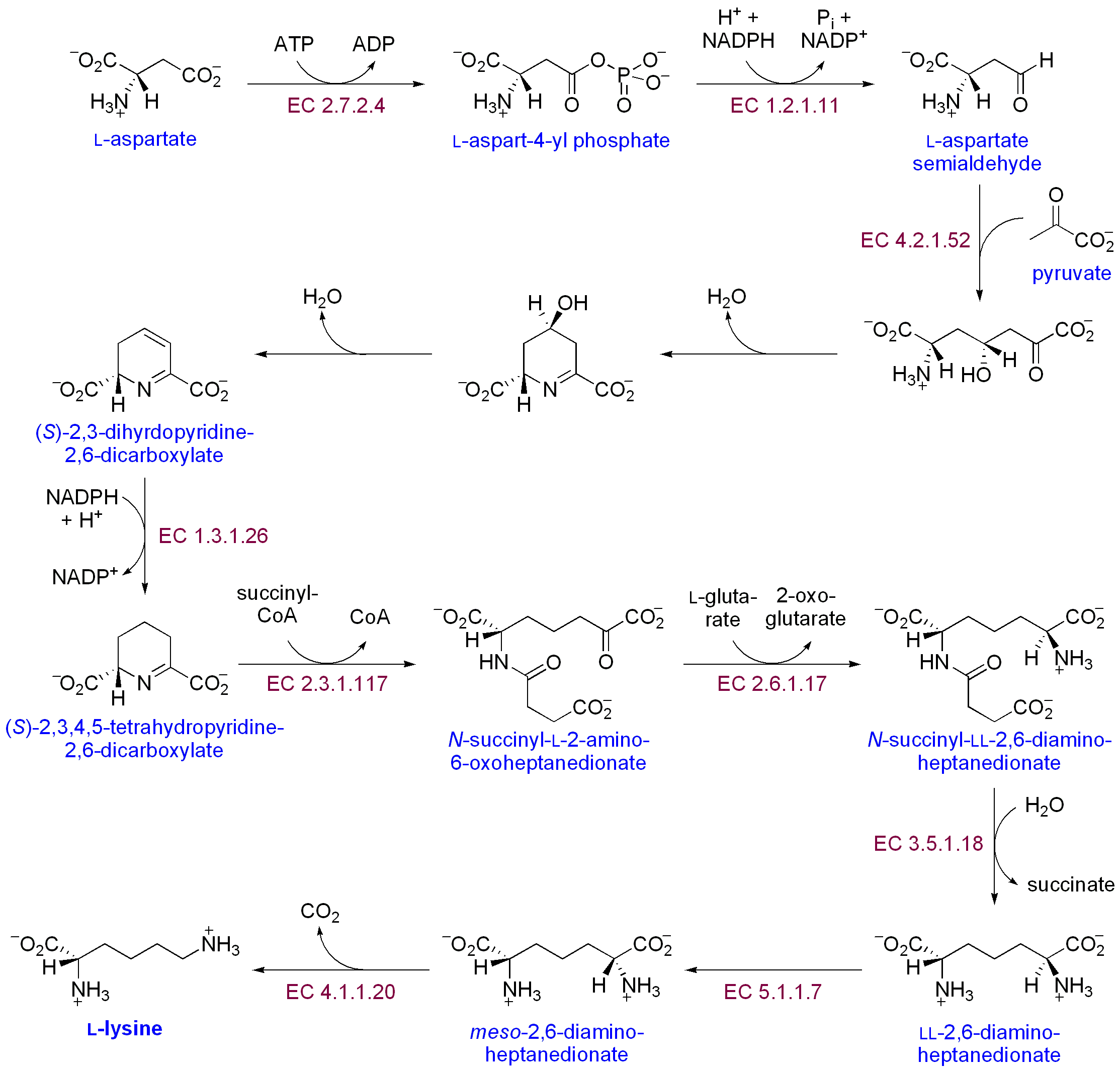
二氨基庚二酸的转化途径

### 天冬氨酸家族

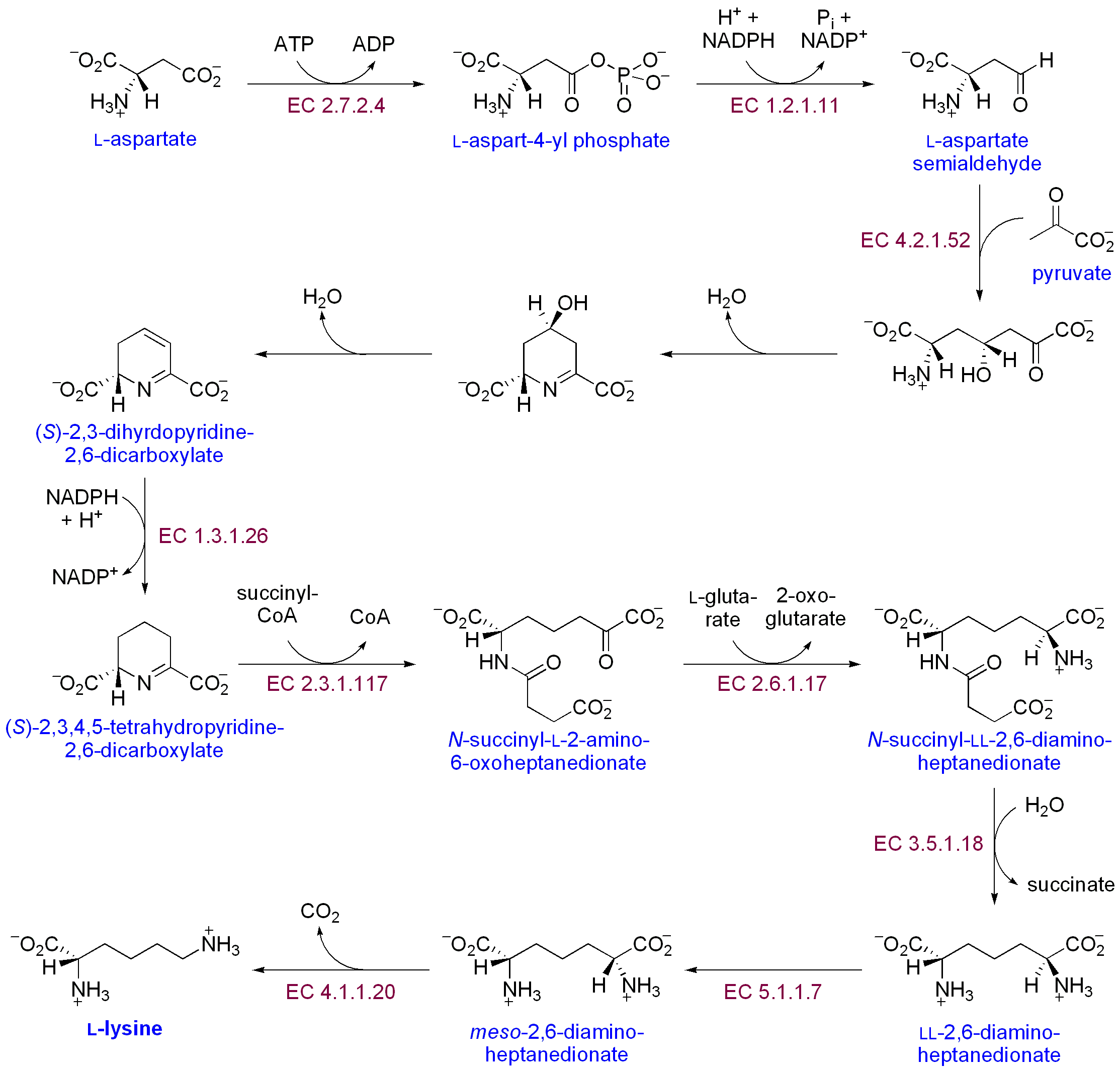
二氨基赖氨酸的生物合成途径

## 蛋白质

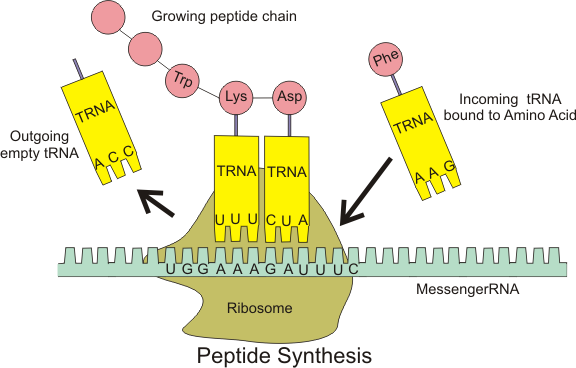
tRNA反密码子与mRNA密码子交互，目的为结合特定的氨基酸来合成多肽链。

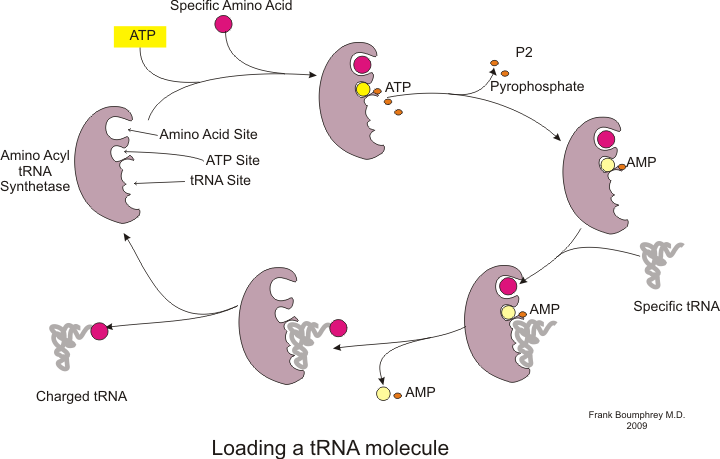
tRNA的准备过程

### 翻译

翻译

翻译分为三个阶段：起始，延伸和终止